# Coup de pied latéral sauté
Le coup de pied latéral sauté est un coup de pied de boxes pieds-poings et d'arts martiaux exécuté les hanches de profil en sautant. Plus couramment ce coup de pied dit "latéral" est porté avec le talon ou le bord externe du pied en flexion et le plus souvent à l'horizontale. Dans la pratique ancienne du karaté, cette technique était surtout destinée à désarçonner un cavalier.